# Шапаш
Шапаш, Шапш, Шапшу — богиня сонця в ханаанській міфології.
Згадується у деяких угаритських міфах. Маючи дар всевидіння, вона допомагає богині Анат знайти тіло Балу та поховати його на горі Цапану.
В іншому міфі, побачивши Балу, що бореться з Муту, Шапаш залякує Муту покаранням з боку Ілу, після чого Балу здобуває перемогу.
Деякі дослідники вважають, що богиня Шапаш складала пару з богом Шамшу.
У біблії згадується під ім'ям Шемеш  ('п' і 'м' чергуються).